# Transporte en Lima

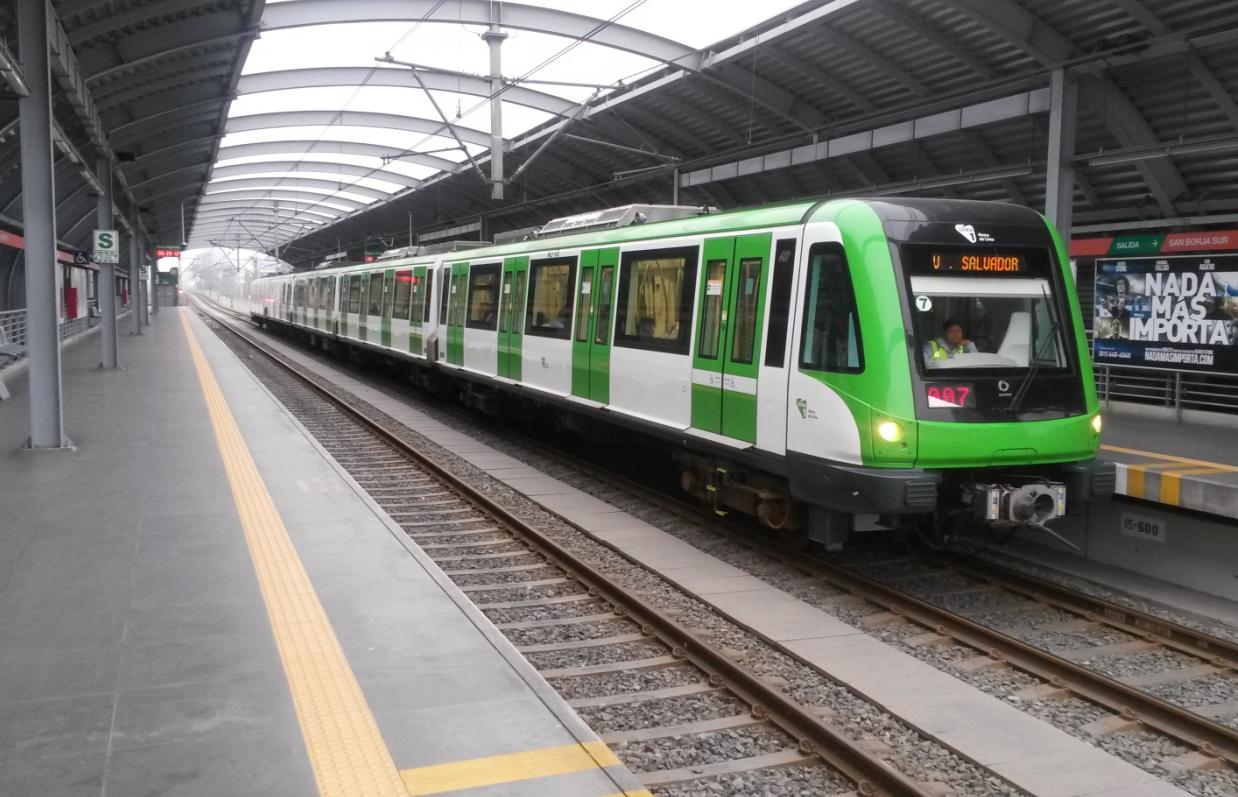
Tren en la estación San Borja Sur.

Uno de los grandes problemas actuales de la ciudad de Lima es el relativo al transporte público (según la asociación Lima Cómo Vamos en 2022). Esta situación ha llevado a la construcción, por parte de las autoridades municipales, de viaductos, puentes, intercambios viales, vías expresas y pasos a desnivel como fórmula para solucionar los constantes congestionamientos.
Según el diario El Comercio en 2023, seis de cada diez citadinos recurren a medios públicos de bajo presupuesto como micros, coasters y combis. Es por ello que se empezaron a desarrollar sistemas de transporte públicos y privados como es el caso del Metro de Lima cuyo objetivo es convertirse en el eje vertebral del transporte en la ciudad además de mejorar la seguridad y calidad del servicio de transporte en Lima, así también el Sistema Metropolitano de Transporte el cual debe funcionar como sistema secundario y de soporte con sus alimentadores de la red principal del metro, además de la construcción de ciclovías en Lima Metropolitana y el nuevo Sistema Integrado de Transporte de Lima.
En 2023, por decreto supremo, se estableció el fideicomiso de titulización para financiar nuevos proyectos de infraestructura de transporte y movilidad urbana para toda Lima y Callao.

## Metro

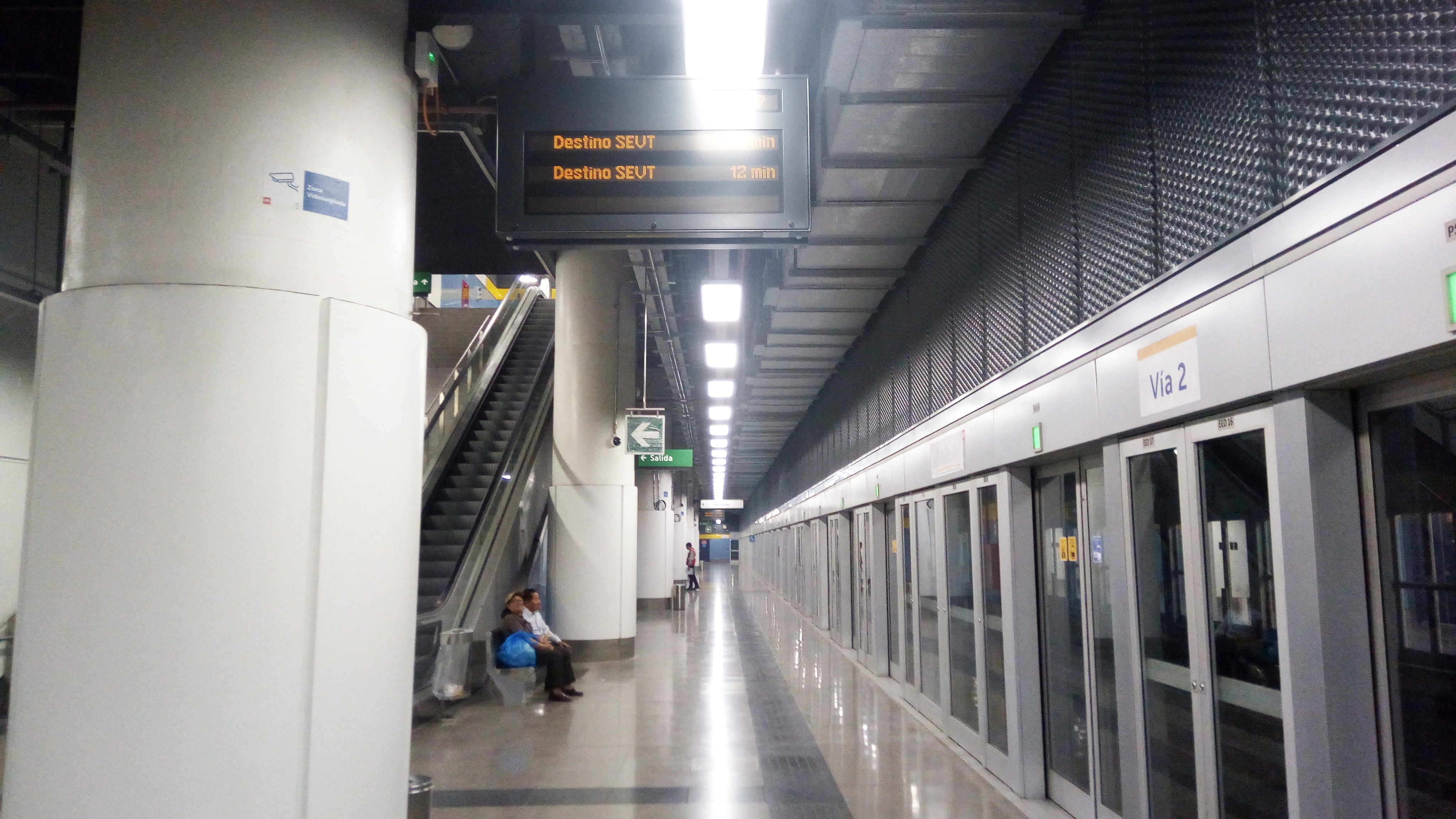
Las estaciones de la Linea 2 cuentan con puertas de cerramiento de andén, cuya apertura y cierre están sincronizados con las puertas del tren. Estación Hermilio Valdizán

El Metro de Lima, conocido también como Tren Eléctrico de Lima es un sistema de transporte por vías férreas constituido por líneas aéreas y subterráneas que recorre la ciudad de Lima, desde Villa El Salvador en su extremo sur hasta San Juan de Lurigancho en la parte noreste de la capital. La Línea 1 opera casi en su totalidad bajo el sistema de viaducto elevado, no obstante se determinó que la Línea 2 y las siguientes cuatro líneas serán subterráneas. Al concluirse su primer tramo en 1990, el sistema contaba con una línea de metro en viaducto de 9,2 km, atravesando tres distritos: Villa El Salvador, Villa María del Triunfo y San Juan de Miraflores.

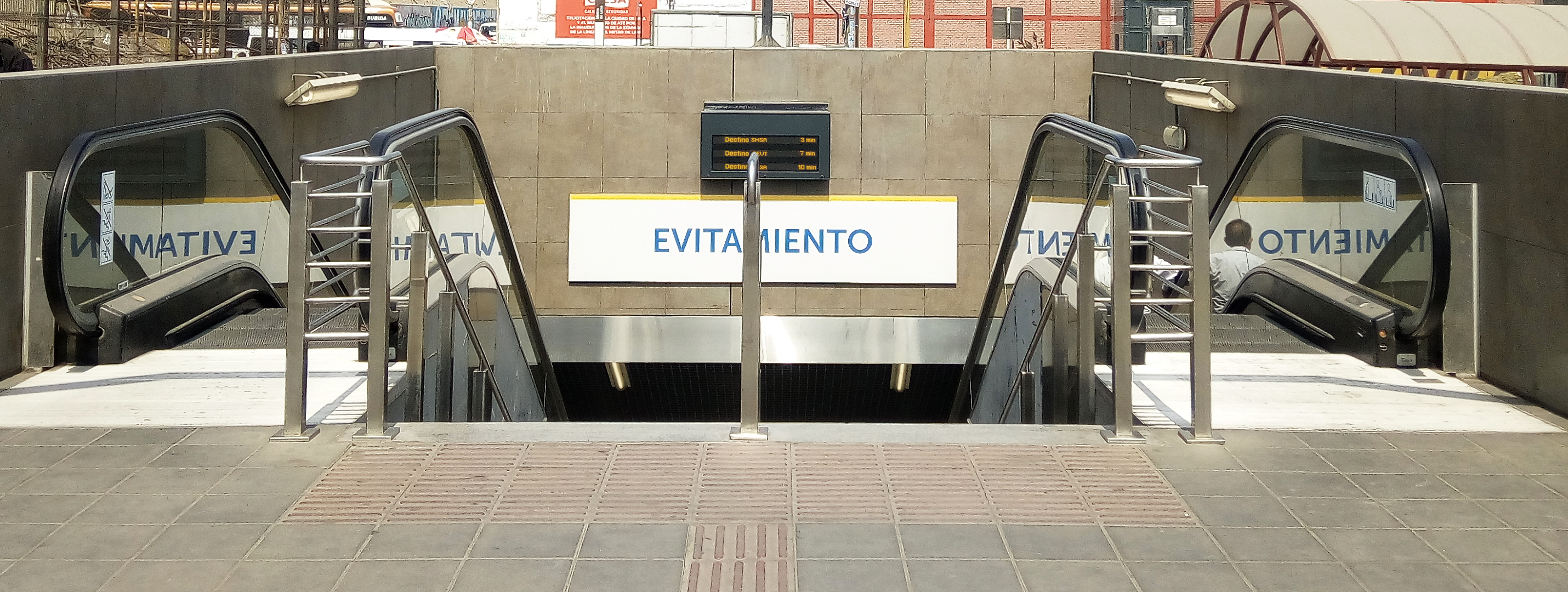
La entrada a las estaciones de la línea 2 cuentan con escalera fija y escaleras automáticas, además de pantallas a tiempo real donde se anuncia los minutos de espera a los próximos trenes. Estación Evitamiento

A pesar de que este tramo inicial contaba con treinta y dos vagones y siete estaciones, el metro no llegó a ponerse en operación, por no tener la distancia ni la demanda suficiente que lo hicieran comercialmente rentable.
A comienzos de 2010 en el segundo gobierno del presidente Alan García se inició el proyecto de construcción de la extensión de la Línea 1 desde la Estación Atocongo en el distrito de San Juan de Miraflores hasta el Hospital Nacional Dos de Mayo en la Avenida Grau (en el centro de Lima) sumando un total de 21,48 km de recorrido. Con la conclusión de este nuevo tramo, el Metro de Lima fue inaugurado oficialmente el 11 de julio de 2011. En noviembre de 2011 se inició la construcción del tramo final de la Línea 1, la cual alcanza un total de 35 km de extensión y cuya puesta en funcionamiento se realizó en julio de 2014.
Se tienen proyectada la construcción de seis líneas, de las cuales la línea 2 y parte de la línea 4 ya se encuentran concesionadas para su construcción, debiendo entrar en operación para el 2024.

## El Metropolitano

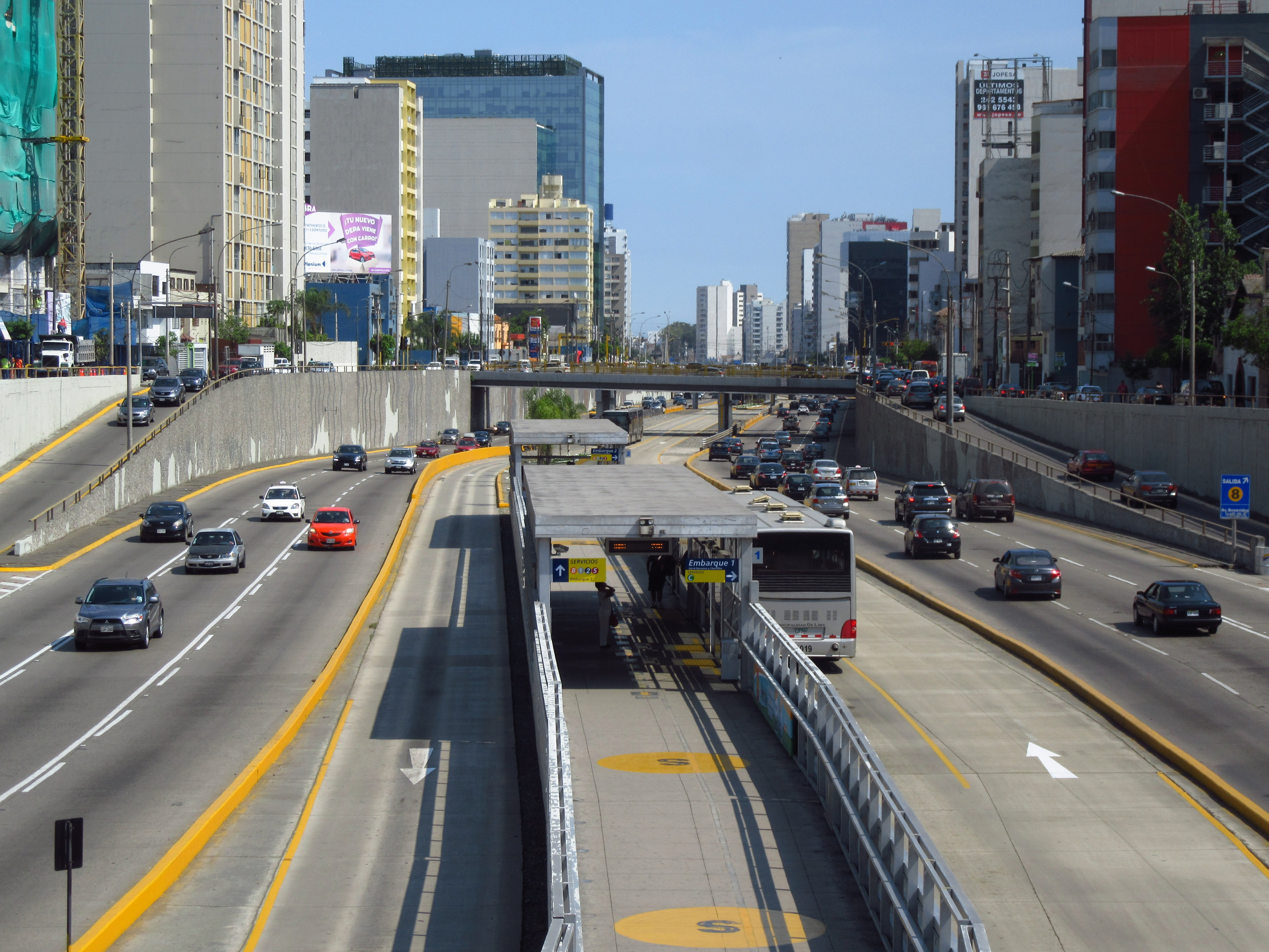
Estación Ricardo Palma del Metropolitano

El Sistema Metropolitano de Transporte, es un sistema integrado de transporte público, que cuenta con buses articulados de gran capacidad que circulan por corredores exclusivos, bajo el esquema de autobuses de tránsito rápido (BRT). Su construcción se inició en 2006, durante la gestión edil de Luis Castañeda Lossio y su operación comercial inició el 28 de julio de 2010 de manera parcial. El Corredor Segregado de Alta Capacidad (COSAC) cubre una ruta segregada que de sur a norte recorre dieciséis distritos de la ciudad desde Chorrillos hasta Lima Norte.
La longitud de esta ruta troncal es de 26 km y el número total de estaciones es de 38; además se complementa con rutas alimentadoras en sus extremos sur y norte. Este servicio beneficia a más de 700 000 usuarios por día. El objetivo de este moderno sistema es elevar la calidad de vida de los ciudadanos, al ahorrarles tiempo en el traslado diario, proteger el medio ambiente, brindarles mayor seguridad, una mejor calidad de servicio y trato más humano, especialmente a las personas de la tercera edad y con discapacidad. Este sistema es similar al TransMilenio de Bogotá o al Red Metropolitana de Movilidad de Santiago de Chile.

## Corredores complementarios
Los corredores complementarios componen un sistema de transporte público impulsado por la Municipalidad Metropolitana de Lima que se encuentra en proceso de implementación. Tiene como objetivo reducir el número de rutas de transporte actuales, renovar la flota vehicular, retirar de circulación vehículos con muchos años de antigüedad o con poca capacidad de pasajeros e integrarse con los demás sistemas de transporte masivo como el Metropolitano y el Metro. El 26 de julio de 2014, luego de cuestionamientos por parte de la Municipalidad Provincial del Callao y de los sindicatos de transporte, entró en fase de pre-operación el primer corredor, llamado «Corredor Azul», que recorre las avenidas Tacna, Inca Garcilaso de la Vega y Arequipa.
Actualmente hay 3 líneas de los corredores, cada uno identificado con un color, los cuales pasan por algunas de las vías más transitadas de la ciudad. Su flota vehicular funciona con gas natural.

## Parque automotor

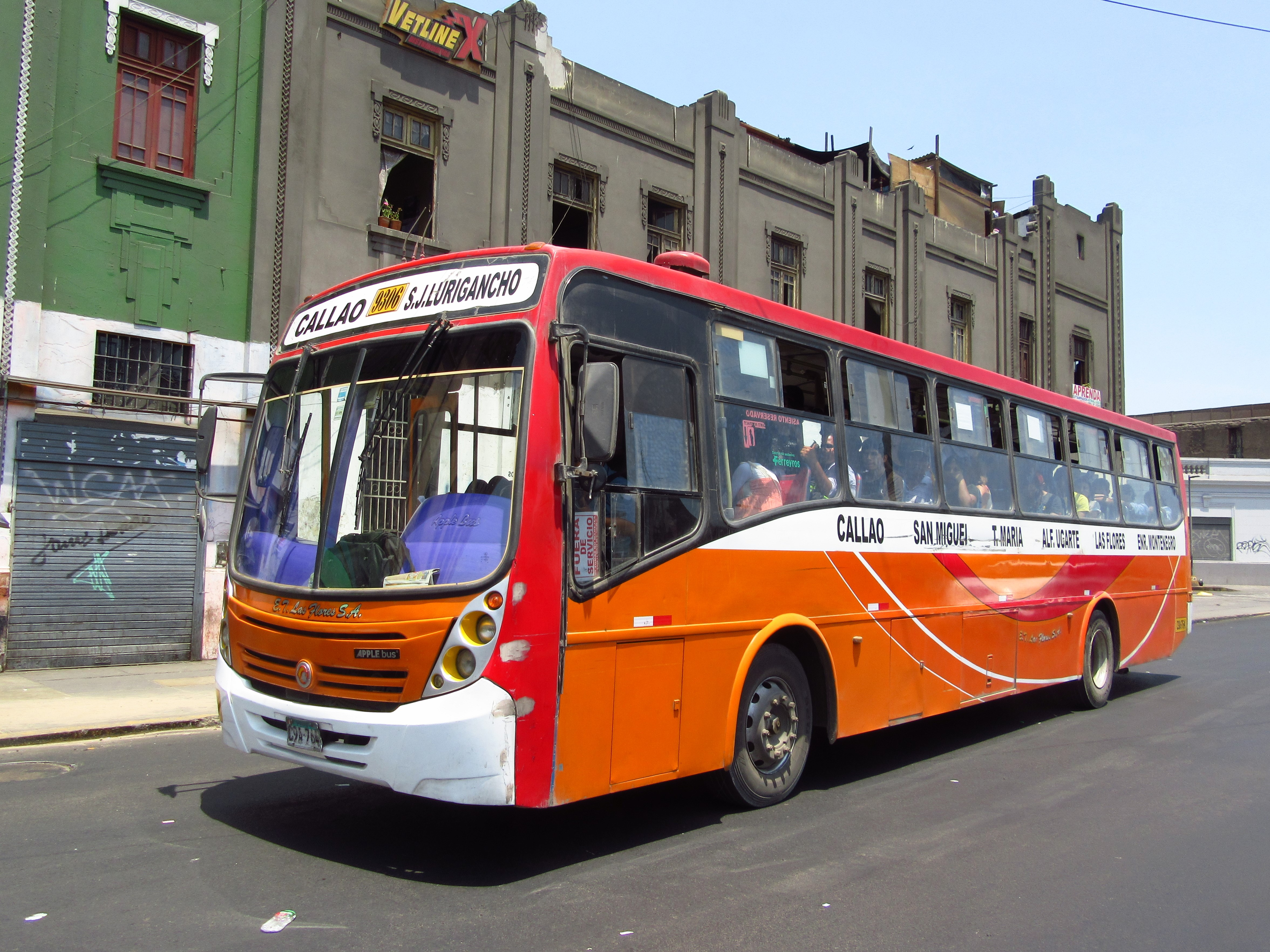
Un Apple Bus de la ruta 9306 en la avenida Alfonso Ugarte, cerca de la plaza Dos de Mayo

En 2011 en la ciudad de Lima circularon 1 200 000 vehículos. En 2013 aumentó a 1 453 028 vehículos según el Ministerio de Transportes. Según Lima Como Vamos, el 7,6% de habitantes de Lima se transporta en auto propio para ir a su trabajo. Para 2016, de acuerdo a datos del MTC, el parque automotor llegaba a 1 752 919 vehículos, equivalente al 66% del total nacional.
Al igual que el parque automotor de todo el país, este ha ido modernizándose notoriamente desde fines de la década de 2000. Según estadísticas de 2007, el Perú tenía uno de los parques automotores más antiguos de América, esto debido principalmente a la libre importación de autos usados comenzada en la década de 1990. Sin embargo, la venta de autos nuevos creció de 11 402 en 2001 a 190 761 en 2012, notándose un enorme cambio en la preferencia de los vehículos nuevos en el mercado peruano. Hacia 2021, la antigüedad promedio del parque automotor peruano es de 13 años, en comparación con los 17 años en 2009.
Otro detalle es que, tal y como afirma el gerente general de la Asociación Automotriz del Perú, algunas avenidas suelen estar congestionadas debido a la falta de iniciativas como la educación vial y su sistema de semaforización. Según la firma TomTom en 2023, se tardaba alrededor de 28 minutos y 30 segundos en avanzar 10 kilómetros en hora punta. En 2024, TomTom catalogó a la ciudad como la más congestionada de América Latina. Además, junto con las ciudades peruanas de Trujillo y Arequipa, figura en la lista de las 20 ciudades con peor tráfico del mundo.
En 2025, la Asociación Automotriz del Perú afirmó que la velocidad media del tráfico en Lima es de 14.6 kilómetros por hora, con horarios punta en los que se circulaba a menos velocidad que en bicicleta.  Ese mismo año, TomTom señaló que Lima es la ciudad del mundo con más tiempo perdido al volante, con 155 horas anuales.

### Autobuses
En toda la ciudad existen más de 400 rutas de transporte urbano administrados por 308 empresas de transporte,  las cuales son brindadas por autobuses y microbuses. Este sistema hasta inicios del 2010 se caracterizó por la falta de renovación de las unidades y en varios casos conllevo cierta informalidad de operación, aun cuando las empresas tienen rutas establecidas. A finales de la década varias empresas que en su flota contaban con unidades tipo coaster o combi renovaron su flota con buses nuevos de 12 metros,para el buen servicio hacia el pasajero. Las camionetas rurales conocidas popularmente como combis, fueron en su momento el típico vehículo de transporte público para distancias cortas, y cubrian casi toda el área de área metropolitana, el servicio era deficiente en cuanto a estándares de seguridad y comodidad. La tarifa promedio es de «S/. 1,00» o «S/. 0,50». Sin embargo gracias a las reformas y reglamentaciones otorgadas últimamente el uso de este tipo de vehículos es cada vez menor.

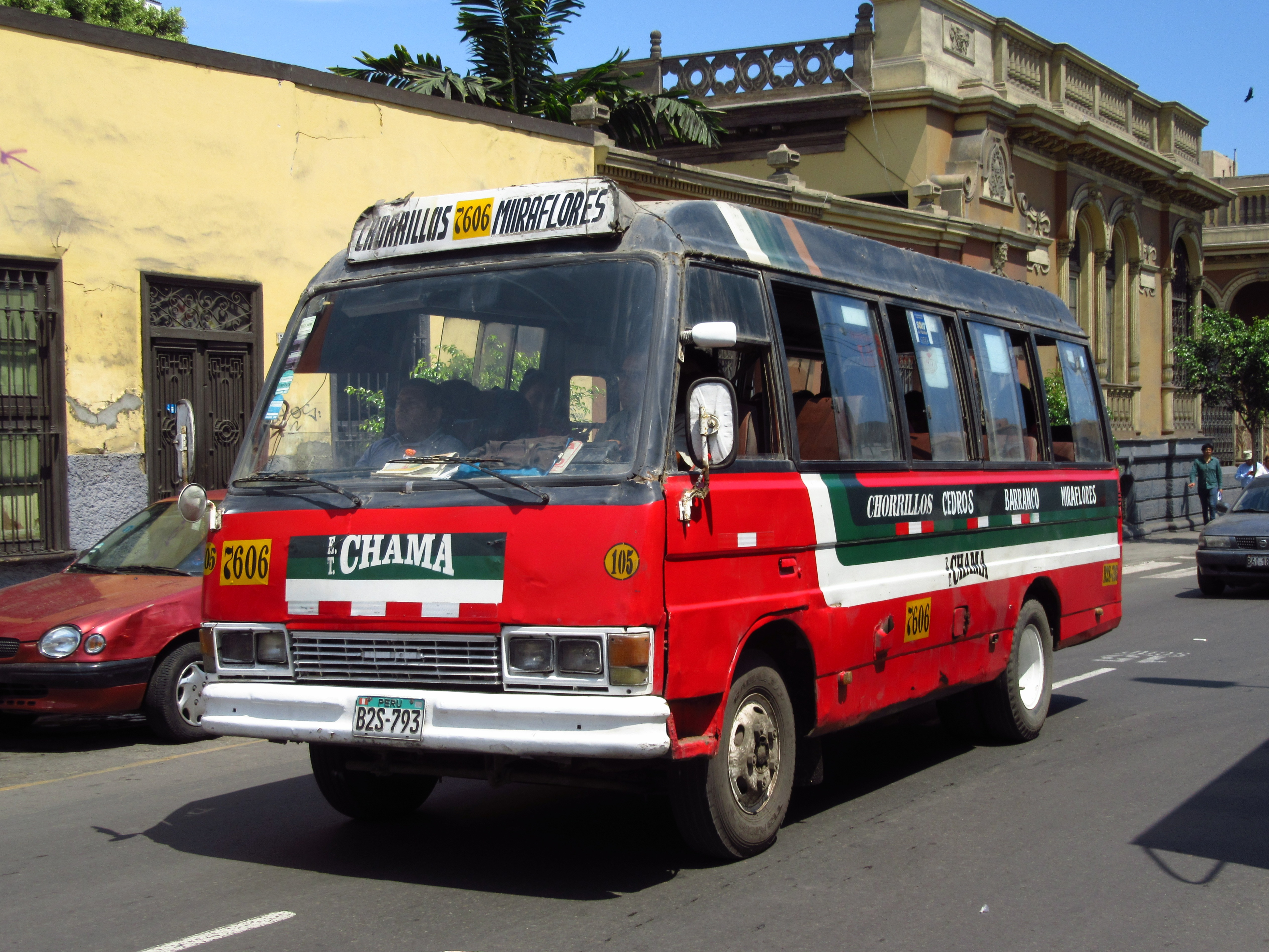
Los microbuses o custers han sido uno de los tipos de transporte urbano más común en Lima. En este caso, un Asia Combi de la ruta 7606 (actualmente esta unidad no se encuentra en dicha ruta).

### Taxis
Debido a los grandes márgenes de desempleo que afrontó el Perú en los años 1980 y la libre importación de autos usados, existe una sobreoferta de taxis y mototaxis. Aunque la Municipalidad Metropolitana de Lima inició en 1997 una reorganización del Servicio de Taxis Metropolitanos (SETAME), aún circulan taxis informales. En 2014 los taxis en Lima se comenzaron a distinguir con franjas (cuadros negros y amarillos si es independiente, cuadros negros y blancos si pertenece a una empresa), sin embargo esta medida fue retirada. Los vehículos no cuentan con taxímetros por lo que el monto de la tarifa se negocia al momento de tomar el servicio.
No obstante, existen numerosas empresas privadas de radiotaxi que brindan servicio puerta a puerta y ofrecen un servicio confiable y seguro. Por otro lado también existen empresas de taxi remisse para servicios entre el aeropuerto internacional y los diferentes hoteles que posee la ciudad. Estos vehículos también pueden alquilarse para servicios turísticos privados y son muy solicitados por los altos ejecutivos que visitan Lima.
Actualmente los taxis son de colores diversos, predominando el amarillo, blanco, negro, gris y rojo. Cada uno cuenta con un casquete identificable en el techo, franjas rojiblancas laterales y traseras y la placa del vehículo escrita en las puertas traseras y el maletero. Los taxis informales, en su mayoría, son vehículos particulares con un sticker o casquete de "Taxi" en el parabrisas.
Según la Fentac, en Lima circulan a diario 80 000 taxis colectivos. Hacia el año 2019, circulan alrededor de 200 mil taxis, de los cuales 68 mil serían informales.

### Mototaxis
Al igual que en gran parte del país, los mototaxis abundan en la capital. Hacia el año 2018, se calcula un total de 450 mil mototaxis, de las cuales 300 mil eran informales. Estos vehículos circulan principalmente en distritos de la periferia como San Juan de Lurigancho, Chorrillos, Comas, Ate, San Martín de Porres, San Juan de Miraflores y Villa El Salvador, sin embargo, algunos distritos céntricos permiten la circulación y servicio de mototaxis, como San Miguel, Magdalena del Mar y Breña.

### Accidentes de tránsito
Históricamente, en la década de 1920 se reportaron los primeros accidentes de tráfico debido a la presencia de calzadas estrechas.
Según el Defensor del Pueblo, Eduardo Vega, entre 1994 y 2013 han sucedido más de 1 000 000 de accidentes de tránsito que han causado 394 198 víctimas de los cuales 19 050 son fallecidos. Asimismo casi la mitad de la infraestructura vial en puntos críticos de accidentes de tránsito tiene deficiencias en el estado de las pistas, la señalización peatonal, la falta de semáforos y falta de rampas para personas con discapacidad.

## Tren de cercanías
El Ministerio de Transportes y Comunicaciones (MTC) señaló en 2015 que el Gobierno prevé implementar un tren de cercanías para Lima, a fin de integrar la zona sur de la capital con Ica. El ministro detalló que el tren iría a una velocidad de 180 kilómetros por hora desde Lurín hasta Pisco. Esta ruta representaría una alternativa al transporte terrestre que los viajeros deben de utilizar para llegar a ese lugar.

### Lima-Chosica
Se puso en marcha la modernización de la ruta ferroviaria que conecta los distritos del Callao, Lima y Chosica. Su objetivo es complementar la Línea 1, la Línea 2 y la Línea 3 del Metro de Lima y Callao, ya que cruzará los distritos de Cercado de Lima, El Agustino, Santa Anita, Ate Vitarte, Chaclacayo y Lurigancho-Chosica.
En la década de 1980, las empresas Lavalin International y Canadian Commercial Corporation presentaron un proyecto de ruta rápida de 46 kilómetros entre Callao y Chosica. En la década de 1990, la Municipalidad Metropolitana de Lima (MML) consideró la posibilidad de reutilizar una antigua ruta ferroviaria abandonada en la década de 1950. En 2021, el Estado peruano anunció que retomó el proyecto.
En el 2024 durante la gestión del alcalde de Lima Rafael López Aliaga, se acordó recibir una donación de 20 locomotoras y 90 vagones doble piso de la empresa Caltrain.

## Aeropuerto Internacional Jorge Chávez
El Aeropuerto Internacional Jorge Chávez, ubicado en Callao, es el aeropuerto natural de Lima y el más importante del Perú, con 22 000 000 de pasajeros por año. Es el centro de operaciones para Sudamérica de LATAM y de Sky Airline. Posee la categoría 4E, según la Organización de Aviación Civil Internacional, lo cual lo califica como un aeropuerto capacitado para recibir aviones de gran fuselaje como el Boeing 747, Boeing 777 o el Airbus A340. Actualmente en el aeropuerto operan 34 aerolíneas, que sirven a más de 70 destinos.

## Galería

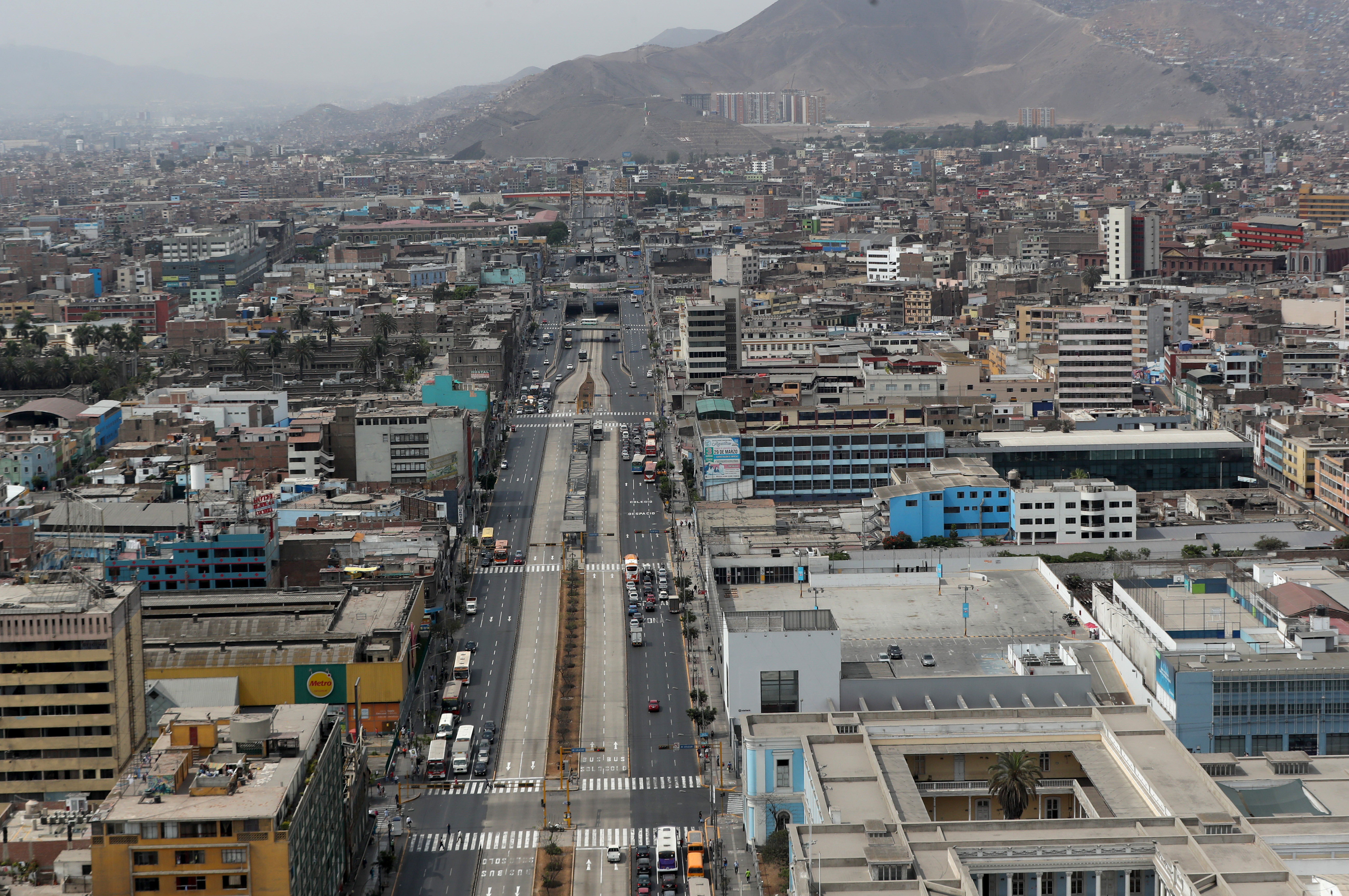
Avenida Alfonso Ugarte
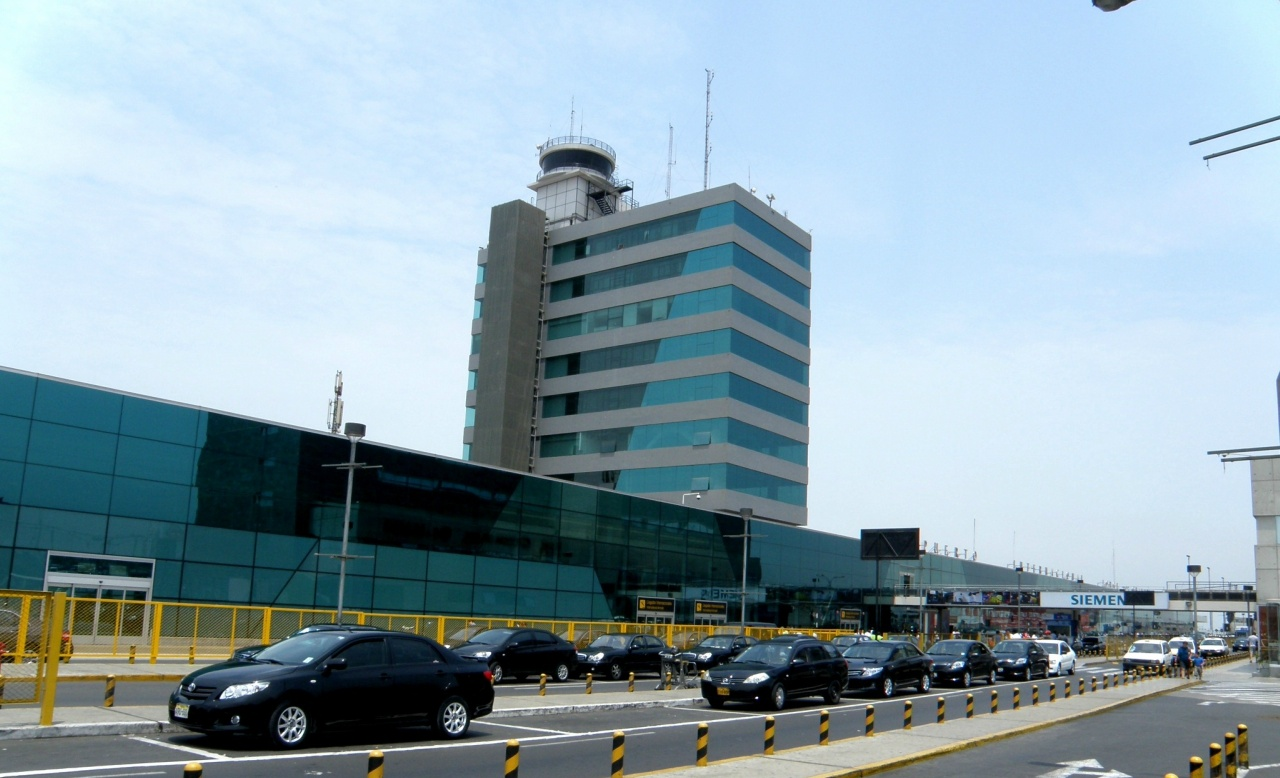
Aeropuerto Internacional Jorge Chávez
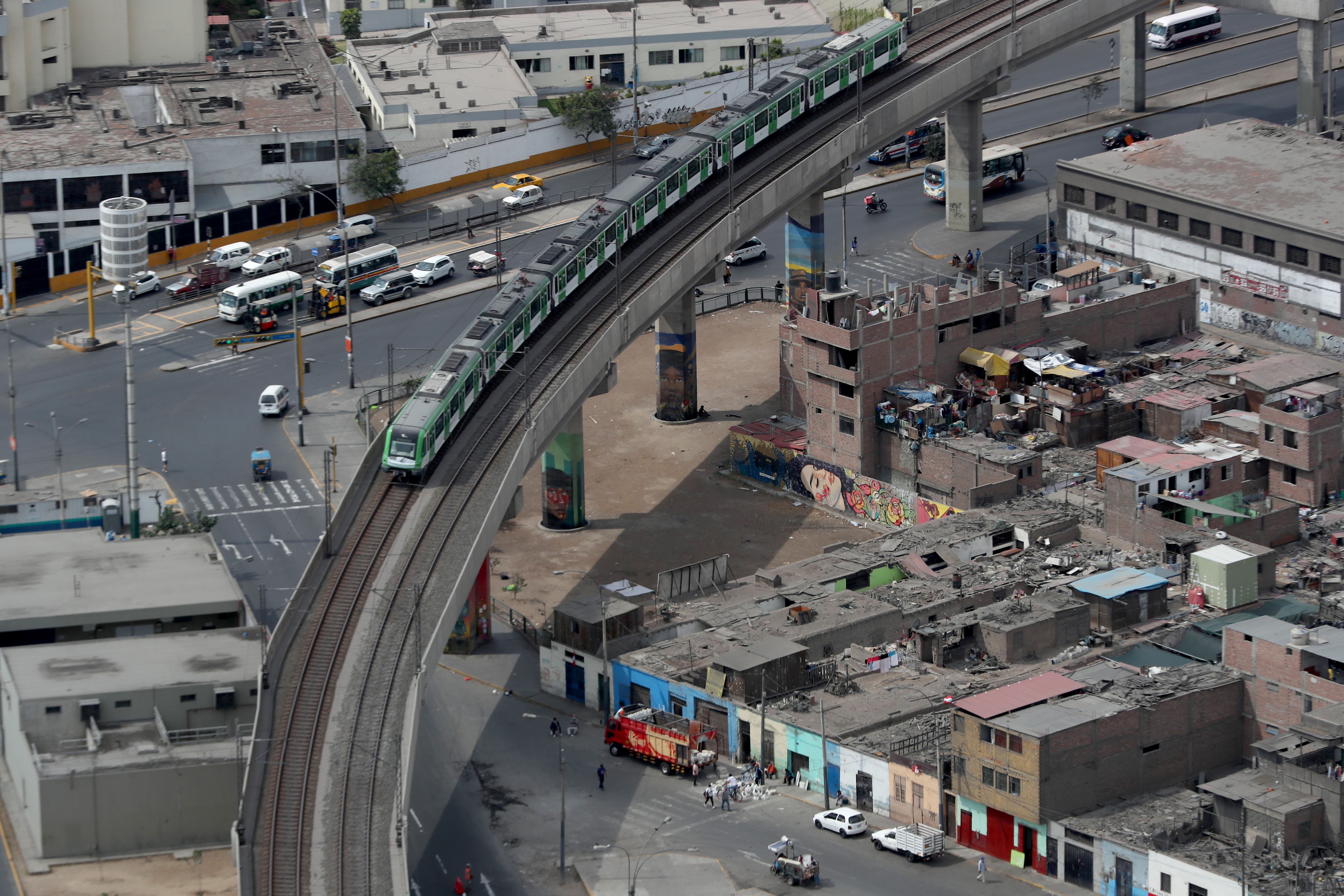
Tren circulando por la Línea 1 del Metro, inaugurada en 2011.
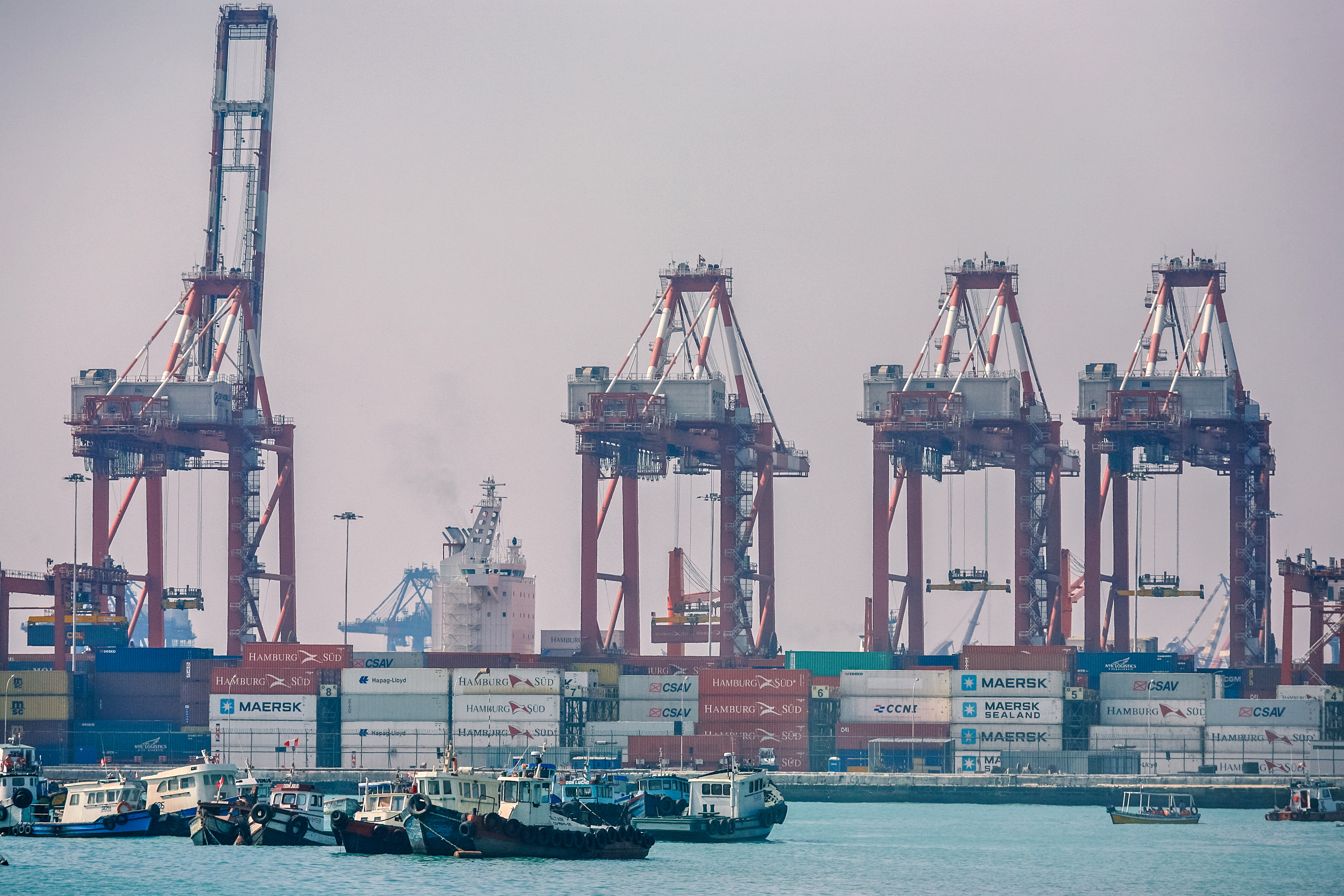
Grúas en el Puerto del Callao
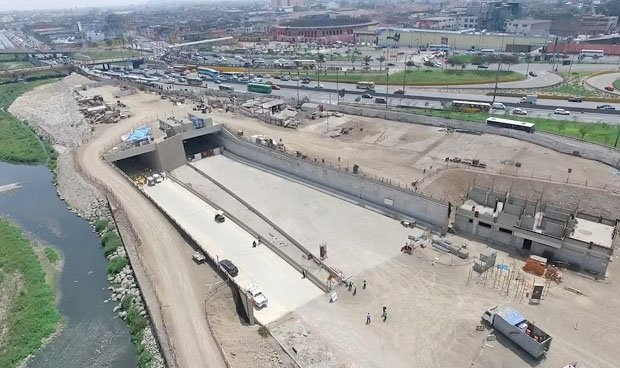
Comienzo del Gran Túnel Línea Amarilla